# Thoracopteridae
I toracotteridi (Thoracopteridae) sono un gruppo di pesci ossei estinti, forse appartenenti ai peltopleuriformi. Vissero tra il Triassico medio e il Triassico superiore (Anisico - Norico, circa 245 - 212 milioni di anni fa) e i loro resti fossili sono stati ritrovati in Europa e in Asia.

## Descrizione
Questi pesci erano molto simili agli odierni pesci volanti (Exocoetidae), pur non essendo strettamente imparentati con loro. Le pinne pettorali e pelviche dei toracotteridi più specializzati (come Thoracopterus, Potanichthys, Italopterus e Gigantopterus) erano notevolmente espanse, a formare delle strutture simili ad ali. Le "ali" pettorali erano lunghe quasi quanto il resto del corpo. Il cranio, generalmente, possedeva un muso corto e aveva grandi occhi, mentre la pinna dorsale era posta molto indietro sul corpo e il lobo inferiore della pinna caudale era più lungo di quello superiore. 
Anche i toracotteridi più arcaici e privi di "ali" (come Wushaichthys e Peripeltopleurus), tuttavia, posseggono i seguenti tratti distintivi: il tetto cranico è formato dall'osso frontale espanso lateralmente, mentre il dermopterotico è espanso posteriormente; l'osso parietale è fuso con il dermopterotico; il canale sensoriale sopraorbitale termina nel frontale; presenza di un extrascapolare triangolare, separato dalla sua controparte medialmente dai postemporali; presenza di un preopercolo stretto e verticale con un processo anteriore a contatto con la mascella.

## Classificazione
La famiglia Thoracopteridae, istituita da Griffith nel 1977, comprende alcune forme tipiche del Triassico medio e superiore europeo (Thoracopterus dell'Austria, Italopterus dell'Italia, Gigantopterus della Germania, Peripeltopleurus di Svizzera e Italia) e altre del Triassico medio della Cina (Potanichthys, Wushaichthys). Le affinità dei toracotteridi ricadono nel gruppo dei peltopleuriformi, un gruppo di piccoli pesci solitamente dotati di scaglie molto allungate lungo i fianchi. Queste parentele sono state in seguito messe in discussione, ma ricerche più recenti sembrerebbero convalidare la stretta parentela con la famiglia Peltopleuridae (Shen, 2019). 

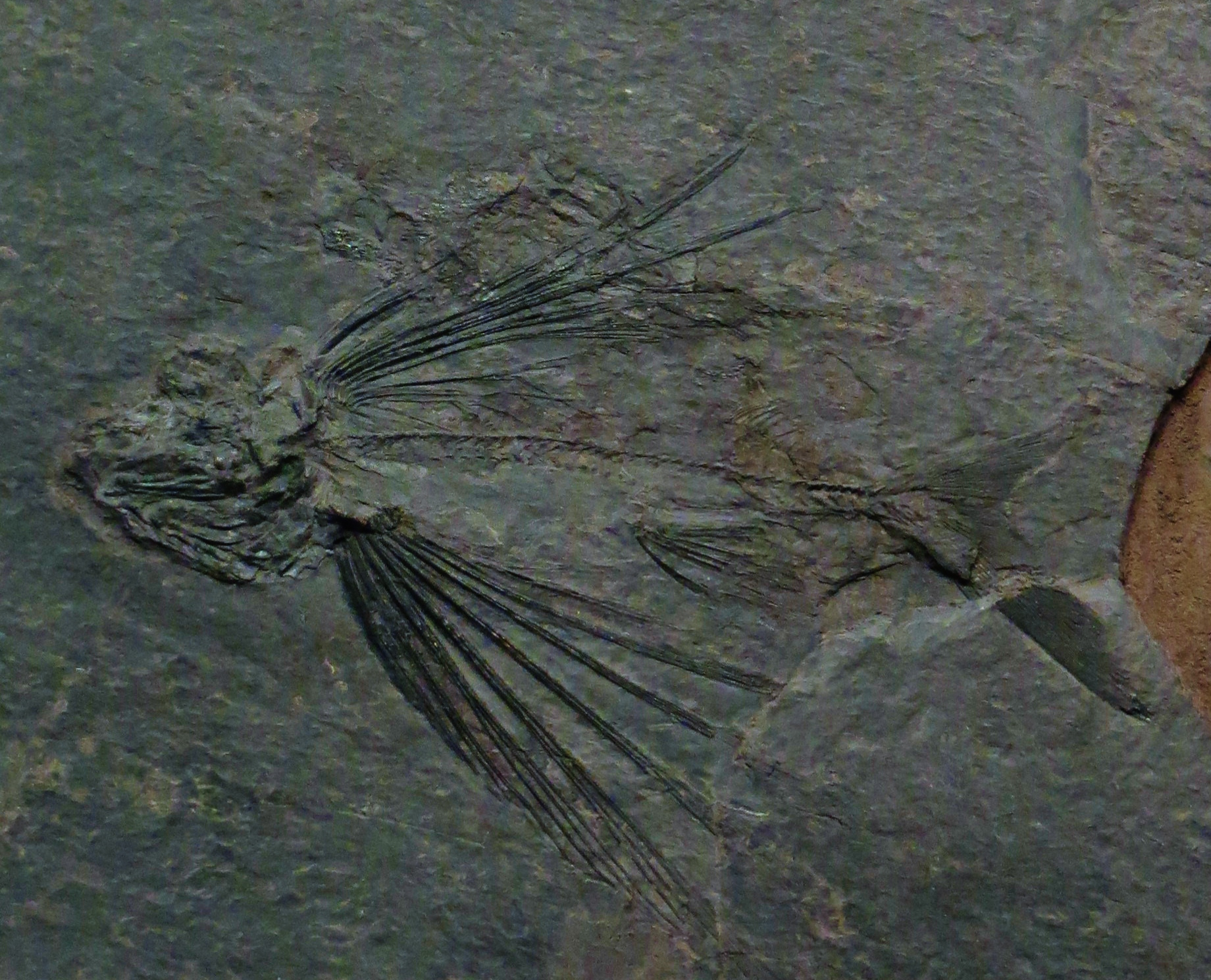
Fossile di Italopterus magnificus

Le forme più basali sono Wushaichthys e Peripeltopleurus, ancora prive di "ali" e fornite di scaglie sui fianchi allungate; una forma per certi versi intermedia è Potanichthys del Triassico medio cinese, con ali più ampie e quasi priva di scaglie, mentre Thoracopterus dell'Austria è ancora dotato di numerose scaglie ma ha ali molto ampie. Italopterus e Gigantopterus, invece, mostrano un'estrema riduzione delle scaglie, e sono considerate le forme più specializzate della famiglia.

## Paleoecologia
I toracotteridi probabilmente si nutrivano di animali più piccoli, per lo più plancton. Si presume che il comportamento dei toracotteridi fosse molto simile a quello dei moderni pesci volanti: minacciati dai predatori, questi animali probabilmente nuotavano velocemente per librarsi sopra la superficie dell'acqua, aprendo poi a ventaglio le pinne per planare in aria per una distanza considerevole.